# Manotes expansa
Manotes expansa är en tvåhjärtbladig växtart som beskrevs av Soland. och Jules Émile Planchon. Manotes expansa ingår i släktet Manotes och familjen Connaraceae. Inga underarter finns listade i Catalogue of Life.